# Ulrich Poltera
Ulrich „Ueli“ Poltera (17. července 1922, Arosa – 22. března 1994, Chur) byl švýcarský lední hokejista. Se švýcarskou reprezentací získal tři bronzy na mistrovství světa (1950, 1951, 1953) a bronzovou medaili si přivezl také z olympijských her ve svatém Mořici konaných roku 1948. Zúčastnil se i MS 1947 (4. místo), MS 1949 (5. místo), MS 1954 (7. místo) a OH 1952 (5. místo). Na hrách roku 1952 byl také vlajkonošem švýcarské výpravy. Na mistrovstvích světa nastřílel 46 branek (ve 39 zápasech), což mu zajišťuje 18. místo v historické tabulce. Hrál za EHC Arosa. Získal s ním sedm titulů mistra Švýcarska (1951, 1952, 1953, 1954, 1955, 1956, 1957). Jeho bratr Gebhard Poltera a bratranec Hans-Martin Trepp byli také švýcarskými hokejovými reprezentanty.